# هیدروژن سیانید
هیدروژن سیانید (HCN),یک ترکیب معدنی با فرمول شیمیایی HCN است. این ترکیب یک مایع بدون رنگ شدیداً سمی است.همچنین انحلال این ترکیب در آب، اسید ایجاد می‌کند و محلول الکترولیت به وجود می‌آورد.
قبل از انجام هر آزمایش با این گاز مهلک، از تهویه مناسب در هود اطمینان حاصل نمایید و آمیل نیتریت را به عنوان پادزهر در دسترس داشته باشید. 